# Villars-en-Azois
Villars-en-Azois is een gemeente in het Franse departement Haute-Marne (regio Grand Est) en telt 75 inwoners (2009). De plaats maakt deel uit van het arrondissement Chaumont.

## Geografie
De oppervlakte van Villars-en-Azois bedraagt 21,4 km², de bevolkingsdichtheid is dus 3,5 inwoners per km².
De onderstaande kaart toont de ligging van Villars-en-Azois met de belangrijkste infrastructuur en aangrenzende gemeenten.

## Demografie
Onderstaande figuur toont het verloop van het inwonertal (bron: INSEE-tellingen).